# Hieronim Przybył
Hieronim Przybył (ur. 12 stycznia 1929 w Łodzi, zm. 15 stycznia 2002 w Warszawie) – polski reżyser filmowy. 

## Życiorys
Absolwent Wyższej Szkoły Ekonomicznej w Łodzi i Państwowej Wyższej Szkoły Filmowej w Łodzi (1954, dyplom 1966). 
W latach 1973–1978 był również reżyserem dubbingu.
23 sierpnia 1980 roku dołączył do apelu 64 uczonych, pisarzy i publicystów do władz komunistycznych o podjęcie dialogu ze strajkującymi robotnikami.
Został pochowany na cmentarzu św. Franciszka przy ul. Rzgowskiej w Łodzi (pierwotnie był pochowany na Cmentarzu Komunalnym Północnym na Wólce Węglowej w Warszawie).

## Filmografia
- 1955: Trzy starty – asystent reżysera
- 1956: Nikodem Dyzma – współpraca reżyserska
- 1956: Trzy kobiety – współpraca reżyserska
- 1957: Pętla – reżyser II
- 1958: Rancho Texas – współpraca reżyserska
- 1959: Milcząca gwiazda – współpraca reżyserska
- 1961: Dziś w nocy umrze miasto – współpraca reżyserska
- 1962: Spóźnieni przechodnie – reżyser II
- 1963: Żona dla Australijczyka – współpraca reżyserska, scenariusz
- 1964: odc. Główna Wygrana (2), Oszustka (4), Kłopotliwa Nagroda (6) w Barbara i Jan – reżyseria, scenariusz
- 1965: Poznańskie Słowiki – reżyseria
- 1965: Wystrzał – współpraca reżyserska
- 1967: Paryż – Warszawa bez wizy – reżyseria
- 1969: Rzeczpospolita babska – reżyseria, scenariusz
- 1971: Milion za Laurę – reżyseria, obsada aktorska (handlarz na bazarze; nie występuje w czołówce)
- 1976: Ognie są jeszcze żywe – reżyser II
- 1978: Biały mazur – reżyser II
- 1979: odc. Czystość (2) w Przyjaciele (1979; serial TV) - reżyser II
- 1981: odc. Nauka (4) w Przyjaciele (1979; serial TV) – reżyser II
- 1984: Trapez – reżyseria, scenariusz